# Karandapflaume

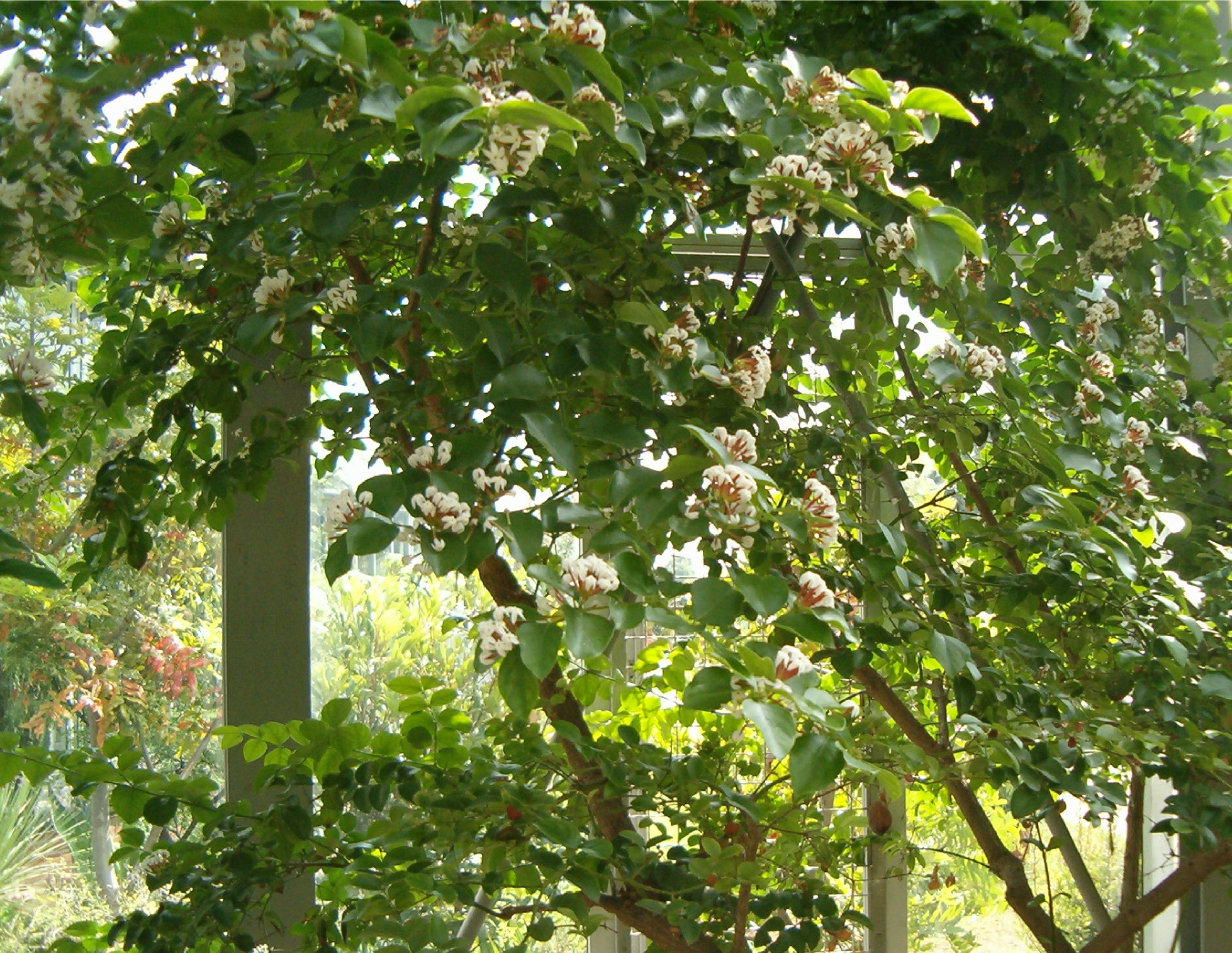
Karandapflaume

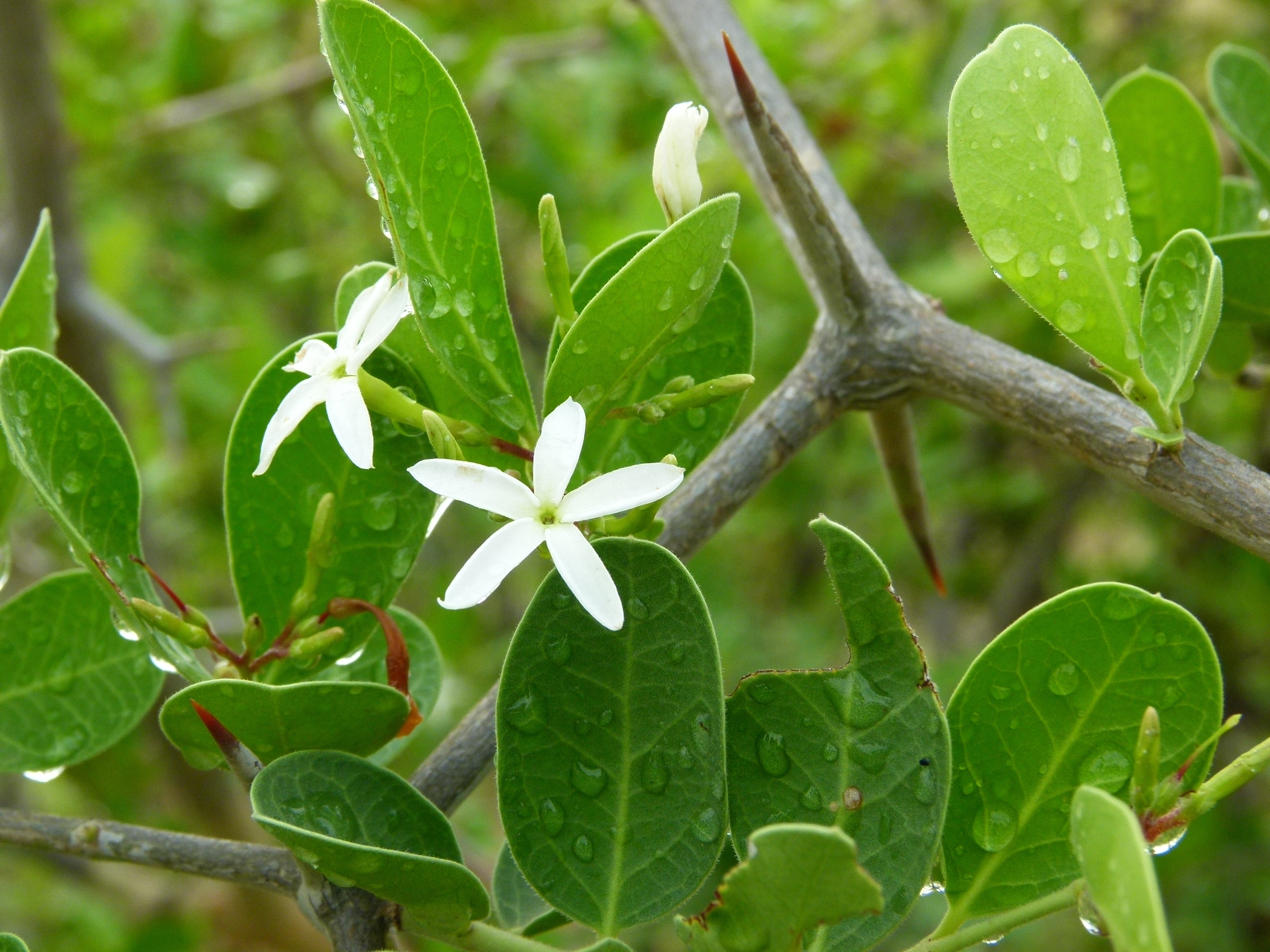
Karandapflaume mit Dornen

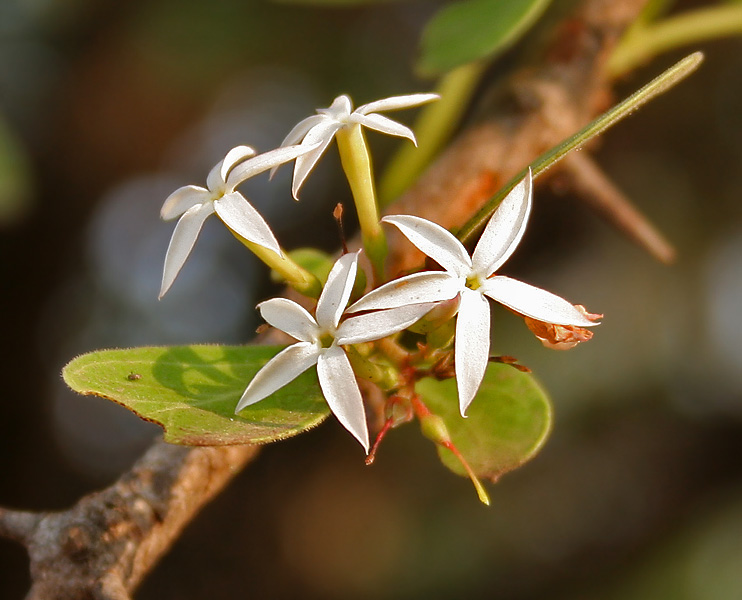
Blüten der Karandapflaume

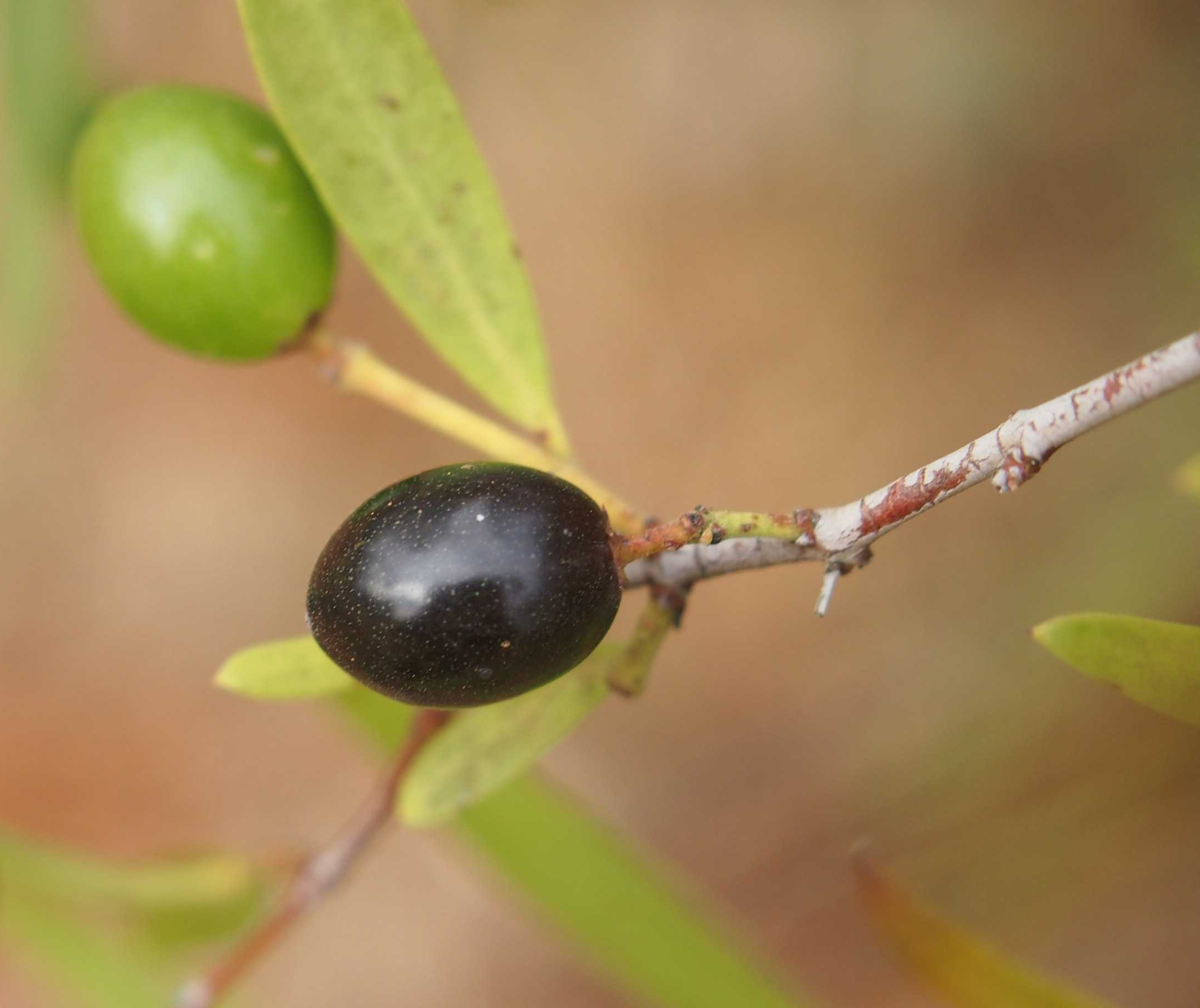
Früchte der Karandapflaume

Die Karandapflaume (Carissa spinarum L.) ist eine Pflanzenart aus der Gattung der Wachsbäume in der Familie der Hundsgiftgewächse (Apocynaceae). Die Pflanze ist in Afrika, Indien und Südasien heimisch. Der Namensteil „Pflaume“ bezieht sich auf das Aussehen der Früchte; die Art ist jedoch mit der Pflaume nicht näher verwandt. 

## Beschreibung
Die Karandapflaume ist eine dornige, reich verzweigte und immergrüne Pflanze. Sie wächst als Strauch oder kleiner Baum und erreicht Wuchshöhen bis gut 5 Meter. Die Borke ist gräulich und relativ glatt. Die Äste und Zweige sind mit verholzten 0,5 bis 5 cm langen Dornen bewehrt, die oft paarweise auftreten und nur sehr selten verzweigen. Junge Zweige sind meist dicht behaart, manchmal aber auch kahl. Die Pflanze führt einen Milchsaft. 
Die gegenständigen, ganzrandigen und einfachen Laubblätter sind ledrig, dunkelgrün und etwa 3 bis 6 cm lang. Sie haben eine rundliche Blattbasis und laufen zum Ende hin länger oder kürzer spitz zu. Die Blattform ist eiförmig bis elliptisch. Der Blattstiel ist mit 2,5 bis 5 mm Länge sehr kurz. Die Blätter sind oft auf beiden Seiten leicht behaart. Es gibt jedoch auch Exemplare mit vollkommen kahlen Blättern; im von der Flora Zambesiaca beschriebenen Verbreitungsgebiet werden auch alle Zwischenformen des Behaarungstyps beobachtet.
Die Blüten stehen endständig in kleineren, doldigen Büscheln, sie duften süß und sind weiß-rosa bis grün-rötlich. Die zwittrige Blüte ist etwa 1,5–2 cm lang, kurz dickgestielt und fünfzählig (selten sechszählig). Die eilanzettlichen, mehr oder weniger behaarten, knapp verwachsenen Kelchblätter sind 2 bis 4,5 mm lang und spitz. Die teils etwas behaarte bis fast kahle Blütenkrone ist stieltellerförmig, die langen Kronzipfel sind eiförmig bis eilanzettlich und bis 1,5–2 cm lang. Die lange, schmale Kronröhre ist grün bis rötlich und im oberen Bereich leicht becherförmig geweitet. Die kurzen Staubblätter sind bis 3–5 mm lang und sitzen etwas unter dem Schlund. Der oberständige, zweikammerige Fruchtknoten ist etwa 1,5 mm lang, der lange Griffel endet etwa bei den Staubbeuteln. Der verdickte Griffelkopf trägt die zweilappige Narbe.
Die glatten, eiförmigen bis ellipsoiden Beeren sind etwa 1 Zentimeter, seltener bis 2,5 cm, groß und olivenförmig. Sie sind zunächst grün, zur Reifezeit färben sie sich rötlich bis blauschwarz, pflaumig und sie enthalten Milchsaft, der manchmal etwas durch sie Schale drückt. Sie sind, mehr oder weniger, sehr fein weißlich gepunktet. Die dünnschaligen Beeren enthalten 2 bis 4 oder mehr abgeflachte, etwa 5–6 Millimeter große, rundliche und hellbräunliche Samen.
Die Chromosomenzahl beträgt 2n = 22.

## Verbreitung und Standort
Die Heimat der Karandapflaume erstreckt sich über weite Teile Afrikas sowie Südasiens. Die Vorkommen in Afrika liegen in Angola, Äthiopien, Botswana, Guinea, Malawi, Namibia, Nigeria (dort auch als Plateau Berry bekannt), Senegal, Uganda, Simbabwe und dem südafrikanischen Transvaal sowie auf Madagaskar. Die asiatischen Vorkommen liegen im Jemen sowie in Indien und Thailand.
Wegen ihrer essbaren Früchte wird sie mittlerweile auch in anderen Ländern angepflanzt, so in China (Provinz Yunnan) und in den USA (Kalifornien und Florida).
Die Karandapflaume wächst bevorzugt in der offenen Baumsavanne, oft auf Termitenhügeln oder in der flussnahen Vegetation.

## Nutzung
Die Beeren der Karandapflaume sind essbar.

## Systematik
Carissa spinarum wurde erstmals 1771 von Carl von Linné in seinem Werk Mantissa Plantarum beschrieben. Für die Karandapflaume ist eine Vielzahl von Synonymen bekannt:
- Antura edulis Forssk.
- Antura hadiensis G. F. Gmelin
- Arduina edulis (Forssk.) Spreng.
- Azima pubescens Suess.
- Carissa dulcis Schumach. & Thonn.
- Carissa edulis (Forssk.) Vahl
- Carissa edulis var. major Stapf
- Carissa edulis var. tomentosa (A. Rich.) Stapf
- Carissa pilosa Schinz
- Carissa pubescens A. DC.
- Carissa tomentosa A. Rich.
- Jasminonerium dulce (Schumach.) Kuntze
- Jasminonerium edule (A. DC.) Kuntze
- Jasminonerium tomentosum (A. Rich.) Kuntze